# Dirk De Wolf
Dirk De Wolf (født 16. januar 1961 i Aalst) er en tidligere professionel landevejscykelrytter fra Belgien.